# Adrián Garza
Adrián Garza (San Pedro Garza García, Nuevo León; 11 de septiembre de 2000) es un futbolista mexicano que juega como delantero y su equipo actual es el Tampico Madero de la Liga de Expansión MX.

## Inicios
Comenzaría su carrera en las básicas del Monterrey en 2013, aunque para el 2015 pasaria al equipo rival de los Rayados. Los Tigres de la UANL.

### Tigres de la UANL
Con el equipo Felino jugaría en el equipo de tercera división y saldría a la banca en algunos partidos de Copa. 
Su debut en primera división seria en el año del 2021 en la Jornada 1 del Torneo Apertura, entrando de cambio por Javier Aquino al minuto 84 en la victoria de su equipo 2 a 1 frente a los Xolos de Tijuana.

### Correcaminos de la UAT
Para el 2022 llegaría al equipo de los Correcaminos en donde tendría actividad tanto en el equipo de Expansión, así como en la filial en Liga Premier.

### Atlético Pachuca
Después de su paso con el Corre llega a la filial de la Liga Premier del Club de Fútbol Pachuca en el año 2024.

### Club Sport Herediano
En ese mismo año del 2024 llegaría al Herediano de Costa Rica, para suplir a otro mexicano Jesús Godínez.

### Municipal Liberia
Después de estar con el Herediano, pasaría al Municipal Liberia.

### Club Jaiba Brava
Para inicios del 2025 y después de un paso fugaz en el fútbol de Costa Rica, volvería a México esta vez con el equipo de la Jaiba Brava en la Liga de Expansión MX.